# Inês Etienne Romeu
Inês Etienne Romeu (18 de diciembre de 1942 – 27 de abril de 2015) fue una presa política brasileña retenida por una detención administrativa en un campamento de tortura brasileño a principio de la década de los años 70.
Romeu ha sido descrita como la única cautiva superviviente del campamento.
En 2014, el testimonio del Coronel Paulo Malhães a la Comisión Nacional de la Verdad reveló que el Coronel del Ejército Cyro Guedes Etchegoyen era la persona encargada de la Casa de Muerte. Él fue el mando del Centro de Información del Ejército (CIE) de 1971 a 1974. También estaba al mando de un grupo del ejército brasileño enviado para entrenar a las personas militares de Augusto Pinochet. El Coronel Etchegoyen fue entrenado en el Instituto del Hemisferio Occidental para la Cooperación en Seguridad. Paulo Malhães, más tarde reclamaría que el propósito del centro era convencer a los sospechocos adversarios políticos para que sirviesen de agentes dobles contra adversarios al régimen.
La técnica principal utilizada para convertir a los sospechosos en agentes dobles era la tortura, lo cual sería respaldado por el chantaje y los pagos clandestinos.

## Años cautivos
Romeu fue la única cautiva del centro a quién sus torturadores confiaron para como agente doble.
Aun así, una vez que ella estaba en el campo, sus entrenadores decidieron que ella no era sincera y que había re-aprehendido y fue condenada a cadena perpetua.  Acabó siendo encarcelada durante los siguientes ocho años, siendo liberada en 1979.

## Vida más tardía
Romeu publicó sus memorias, describiendo su detención.
Describió no sólo la tortura, sino también violaciones y humillaciones sexuales.  Describió haber realizado tres intentos de suicidio durante los 96 días que ella fue retenida en el centro de tortura. Sus entrenadores la grabaron en vídeo contando sus pagos clandestinos. Fue advertida de que ese vídeo se haría público a sus colegas, si sus entrenadores estuviesen descontentos con sus esfuerzos. Fue advertida de que si ella desertaba, los oficiales de seguridad tomarían a su hermana.
En 2003, un hombre que se identificó a sí mismo como carpinterio entró en la casa de Romeu y le atacó, dejándole con traumatismos craneoencefálicos.
No obstante, ella continuó siendo honrada.  En 2009, el presidente Luiz Inacio Lula da Silva le otorgó al Romeu con un premio por  "Derecho a la Memoria y a la Verdad".

### Muerte
Romeu falleció en Niterói, Brasil, en abril de 2015, a los 72 años de edad.